# باو برومل (فیلم)
«باو برومل» (انگلیسی: Beau Brummell) فیلمی در ژانر زندگینامه‌ای به کارگردانی کرتیس برنهارت است که در سال ۱۹۵۴ منتشر شد.

## بازیگران
- استوارت گرانجر
- پیتر اوستینوف
- الیزابت تیلور
- رابرت مورلی
- جیمز دونالد
- جیمز هایتر
- رزماری هریس
- فینالی کوری
- بسی لاو
- رالف ترومن